# Теория Гирарди — Римини — Вебера
Теория Гирарди — Римини — Вебера или теория ГРВ (англ. Ghirardi — Rimini — Weber theory, GRW) — одна из теорий объективного коллапса волновой функции в квантовой механике. Теория пытается решить проблему измерения и восполнить пробел в копенгагенской интерпретации, ответив на вопрос, как происходит коллапс волновой функции. 
Теория ГРВ отличается от других теорий объективного коллапса тем, что коллапс волновой функции происходит спонтанно, без вмешательства внешнего измерения. Такой подход даёт возможность решить проблему измерения, в частности ответить на вопрос, где и когда квантовая система, находившаяся изначально в состоянии суперпозиции, переходит к однозначным результатам, наблюдаемым на макроскопическом уровне с помощью измерительного прибора.
Теория ГРВ была предложена в 1985 году итальянскими физиками Джанкарло Гирарди, Альберто Римини и Туллио Вебером.

## Формулировка теории
В теории ГРВ считается, что частица, описываемая волновой функцией, может подвергаться спонтанной, случайной локализации (коллапсу). Эта локализация представляет собой процесс, в результате которого суперпозиция квантового состояния, в котором находится частица, разрушается, а волновая функция становится определённым собственным состоянием оператора координаты. В силу спонтанности такая локализация не зависит от того, выполнялись ли прежде измерения координаты. Напротив, копенгагенская интерпретация постулирует, что коллапс волновой функции происходит вследствие выполнения измерения над системой, поэтому при выполнении нескольких измерений одной и той же наблюдаемой будет получен один и тот же результат.
Теория ГРВ утверждает, что пространственная волновая функция {\displaystyle N} частиц {\displaystyle \Psi (t,\mathbf {r} _{1},\mathbf {r} _{2},\dots ,\mathbf {r} _{N})} эволюционирует во времени согласно уравнению Шрёдингера, но иногда может испытывать «скачок» и переходить к другой волновой функции {\displaystyle \Psi '} с вероятностью {\displaystyle N/\tau } в единицу времени. Величина {\displaystyle \tau } представляет собой новую фундаментальную константу, имеющую размерность времени. Поскольку спонтанный коллапс никогда не наблюдался в микроскопических системах, Гирарди, Римини и Вебер постулировали, что {\displaystyle \tau } должна иметь очень большую величину, порядка 1015 секунд (то есть частота спонтанного коллапса для отдельной частицы будет порядка одного случая в сто миллионов лет). При увеличении {\displaystyle N} (переходе к макроскопическим системам) увеличивается также и вероятность спонтанной локализации. Волновая функция локализуется в чрезвычайно короткий промежуток времени, поэтому суперпозиция состояний макроскопической системы также будет существовать только очень короткое время, что практически исключает наблюдение подобных состояний. Новая «редуцированная», или «сколлапсированная», волновая функция {\displaystyle \Psi '} в теории ГРВ имеет вид
{\displaystyle \Psi '_{n}(t,\mathbf {r} _{1},\dots ,\mathbf {r} _{N})={\frac {j(\mathbf {x} -\mathbf {r} _{n})\Psi (t,\mathbf {r} _{1},\dots ,\mathbf {r} _{N})}{R_{n}(\mathbf {x} )}},}
где {\displaystyle \mathbf {r} _{n}} случайно выбирается из набора {\displaystyle \{\mathbf {r} _{1},\dots ,\mathbf {r} _{N}\}}, {\displaystyle j(\mathbf {x} )} — нормированная на единицу функция из пространства {\displaystyle L^{2}}, а {\displaystyle R_{n}} — нормирующий множитель, такой что
{\displaystyle |R_{n}(\mathbf {x} )|^{2}=\int \mathrm {d} \mathbf {r} _{1}\dots \mathrm {d} \mathbf {r} _{N}|j\psi |^{2}.}
Центр коллапса {\displaystyle \mathbf {x} } выбирается случайным образом по плотности вероятности {\displaystyle |R_{n}(\mathbf {x} )|^{2}}. В качестве функции {\displaystyle j(\mathbf {x} )} Гирарди, Римини и Вебер предложили использовать гауссиану:
{\displaystyle j(\mathbf {x} )=Ke^{-{\frac {\mathbf {x} ^{2}}{2a^{2}}}},}
где {\displaystyle a} — вторая фундаментальная константа, возникающая в теории ГРВ и составляющая порядка 10−7 метров.
Используя сформулированные здесь предположения теории ГРВ, можно доказать, что её предсказания не противоречат предсказаниям квантовой механики, полученным в рамках копенгагенской интерпретации. Разница в том, что теория ГРВ математически описывает коллапс волновой функции, тогда как копенгагенская интерпретация рассматривает его лишь эмпирически.

## Проблемы теории
Основной проблемой первоначальной модели спонтанной локализации волновой функции Гирарди, Римини и Вебера является её неспособность описывать симметричные или антисимметричные перестановки тождественных частиц. В 1990 году теория ГРВ была обобщена на случай таких систем Гирарди, Перлом и Римини, которые предложили модель непрерывной спонтанной локализации (НСЛ, англ. continuous spontaneous localization, CSL). Другой проблемой остаётся построение релятивистской теории коллапса: подобные модели независимо друг от друга предложили Родерих Тумулка и Джанкарло Гирарди, однако в научном сообществе до сих пор идут активные дискуссии вокруг этих моделей.